# Льодовик Скотта
Льодовик Скотта (англ. Scott Glacier) — головний льодовик, довжиною понад 190 км, що «протягує» льоди східно-антарктичного крижаного щита через гори Королеви Мод до льодового шельфу Росса. Льодовик Скотта — це один з кількох великих льодовиків, що «протікають» через Трансантарктичні гори, наряду з льодовиком Амундсена на заході та льодовиками Леверет та Реді на сході.

## Географія

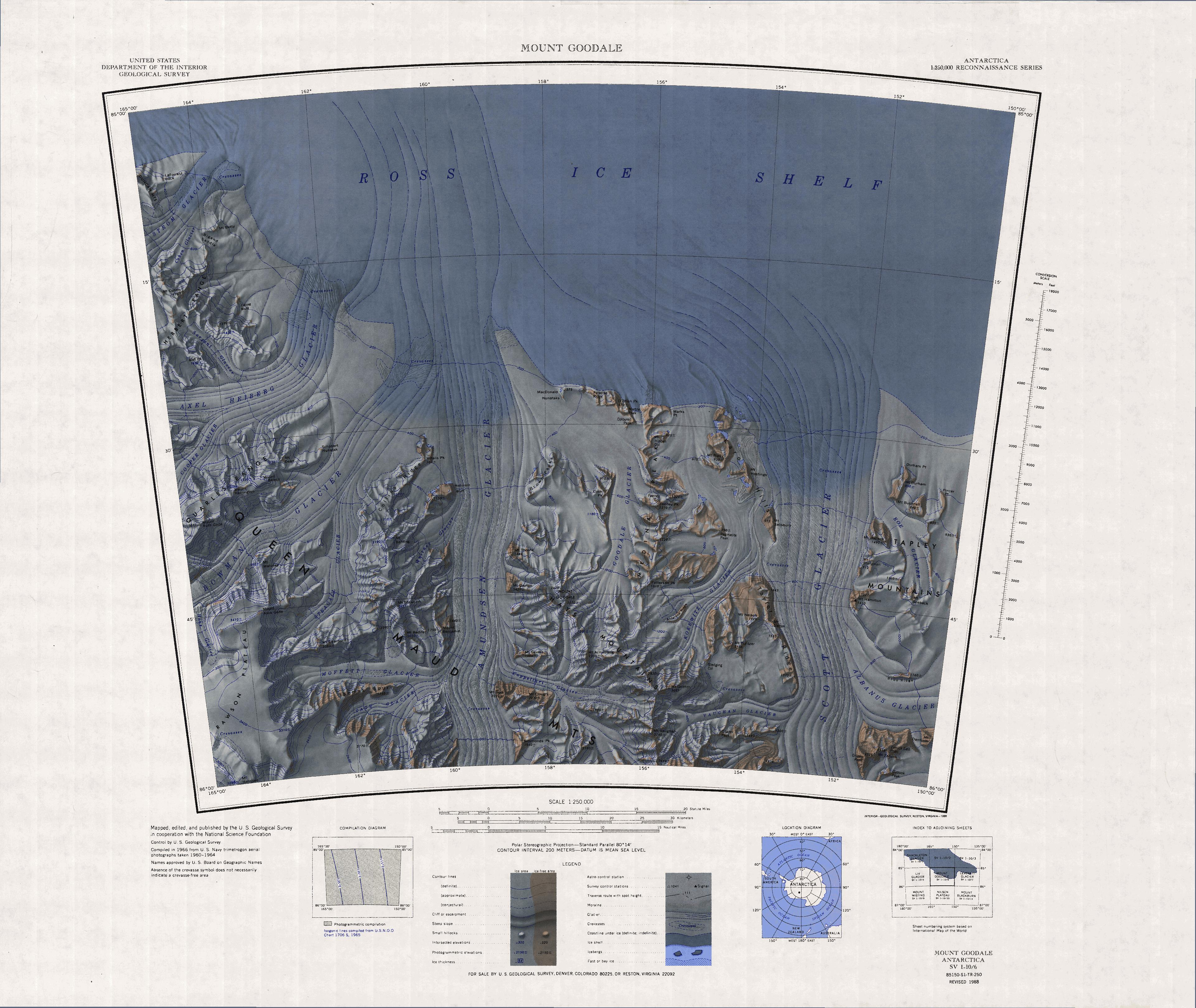
Льодовик Скотта (праворуч)

Льодовик Скотта бере свій початок на Антарктичному плато в околицях стрімчака Д'Анджело Блуфф та гори Гове, і спускається між плато Нільсена та горами Ескарп Ватсона щоб «влитися» в шельфовий льодовик Росса на захід від гір Таплей.
Гори Таплей, Ескарп Ватсона, гора Блекберн та гори Ла-Горце визначають східний край льодовика Скотта, тоді як гори Каро-Гіллз, Гейз, Фолкнера і Раусон визначають західний його край.

## Історія
Льодовик Скотта був відкритий в грудні 1929 року геологічною «Антарктичною експедицією Берда» за участі ученого Лауренса Гулда. Консультативним комітетом з питань антарктичних назв (US-ACAN) льодовик був названий на честь знаменитого дослідника Антарктики і підкорювача Південного полюса Роберта Фолкона Скотта, який ймовірно ніколи не бачив цього льодовика, а скоріше за все піднявся на Антарктичне плато через льодовик Бірдмора прямуючи до Південного полюса під час Британської антарктичної експедиції 1910—1913 р.